# Gerald Beverly
Gerald Leon Beverly (Rochester, 18 novembre 1993) è un cestista statunitense, professionista in NBDL e in Europa.